# Buenamadre
Buenamadre es un municipio y localidad española de la provincia de Salamanca, en la comunidad autónoma de Castilla y León. Se integra dentro de la comarca del Campo de Salamanca (Campo Charro). Pertenece al partido judicial de Salamanca.
Su término municipal está formado por las localidades de Aldeávila de Revilla, Buenamadre y Los Campos, ocupa una superficie total de 59,24 km² y según los datos demográficos recogidos en el padrón municipal elaborado por el INE en el año 2017, cuenta con 133 habitantes.

## Toponimia
El nombre de "Buenamadre" deriva del topónimo Bonam Matrem, denominación con la que aparece recogida la localidad en un escrito de donación del rey Fernando II de León en enero de 1167, siendo éste el primer documento en que está documentada la localidad.

## Historia
Su fundación se debe a los reyes de León en la Edad Media, siendo donada en 1167 por el rey Fernando II de León al alcaide de Salamanca, Miguel Sexmiro, como señorío, pudiendo ser éste el mismo Miguel Sexmiro que en documento de 1221 aparece ya fallecido, al consignarse una dotación anual al Cabildo de Salamanca por parte de Ermigio Pérez y su mujer Guntroda Pérez, para que se dediquen misas de aniversario por el alma de Miguel Sexmiro. Con la creación de las actuales provincias en 1833, Buenamadre quedó encuadrada en la provincia de Salamanca, dentro de la Región Leonesa.

## Demografía
Buenamadre cuenta con una población de 109 habitantes (INE 2024).
| Gráfica de evolución demográfica de Buenamadre entre 1842 y 2021                                                    |
| |
| Población de derecho según los censos de población del INE Población de hecho según los censos de población del INE |

### Núcleos de población
El municipio se divide en varios núcleos de población, que poseían la siguiente población en 2018 según el INE.
| Núcleo de población  | Población |
| -------------------- | --------- |
| Buenamadre           | 124       |
| Los Campos           | 6         |
| Aldeávila de Revilla | 2         |

## Administración y política
| Partido político                              | 2019  | 2019  | 2019       | 2015  | 2015  | 2015       | 2011  | 2011  | 2011       | 2007  | 2007  | 2007       | 2003  | 2003  | 2003       |
| Partido político                              | %     | Votos | Concejales | %     | Votos | Concejales | %     | Votos | Concejales | %     | Votos | Concejales | %     | Votos | Concejales |
| Partido Popular (PP)                          | 49,47 | 47    | 3          | 56,48 | 61    | 4          | 37,39 | 43    | 4          | 35,77 | 44    | 1          | 36,73 | 36    | 1          |
| Partido Socialista Obrero Español (PSOE)      | 50,53 | 48    | 2          | 34,26 | 37    | 1          | 29,57 | 34    | 0          | 50,41 | 62    | 4          | 47,86 | 56    | 4          |
| Coalición SI por Salamanca (SI)               | —     | —     | —          | —     | —     | —          | 31,30 | 36    | 1          | —     | —     | —          | —     | —     | —          |
| Unidad Regionalista de Castilla y León (URCL) | —     | —     | —          | —     | —     | —          | —     | —     | —          | —     | —     | —          | 24,79 | 29    | 0          |
| Unión del Pueblo Salmantino (UPSa)            | —     | —     | —          | —     | —     | —          | —     | —     | —          | 5,69  | 7     | 0          | 28,21 | 33    | 1          |